# Sydamerikanska mästerskapet i volleyboll för damer 2011
Sydamerikanska mästerskapet i volleyboll för damer 2011 utspelade sig mellan 28 september och 2 oktober 2011 i Callao, Peru. Det var den 29:e upplagan av tävlingen och sju damlandslag från CSV:s medlemsförbund deltog. Brasilien vann för 9:e gången i rad och 17:e gången totalt genom att slå Argentina i finalen. Sheilla de Castro utsågs till mest värdefulla spelare. 

## Deltagande lag
| Lag       | Deltog senast  |
| --------- | -------------- |
| Argentina | Brasilien 2009 |
| Bolivia   | Bolivia 2005   |
| Brasilien | Brasilien 2009 |
| Chile     | Brasilien 2009 |
| Colombia  | Brasilien 2009 |
| Paraguay  | Brasilien 2009 |
| Peru      | Brasilien 2009 |
| Uruguay   | Brasilien 2009 |

## Grupper
| Grupp A                   | Grupp B                                  |
| ------------------------- | ---------------------------------------- |
| Colombia · Peru · Uruguay | Argentina · Brasilien · Chile · Paraguay |

## Första rundan

### Grupp A

#### Resultat
| Datum    | Mellan             | Resultat | Set   | Set   | Set   | Set   | Set | Poäng totalt | Speltid | Åskådare |
| Datum    | Mellan             | Resultat | 1     | 2     | 3     | 4     | 5   | Poäng totalt | Speltid | Åskådare |
| -------- | ------------------ | -------- | ----- | ----- | ----- | ----- | --- | ------------ | ------- | -------- |
| 28-09-11 | Peru - Colombia    | 3 - 1    | 25:23 | 25:22 | 18:25 | 25:17 |     | 93 - 87      | -       | -        |
| 29-09-11 | Peru - Uruguay     | 3 - 0    | 25:13 | 25:13 | 25:13 |       |     | 75 - 39      | -       | -        |
| 30-09-11 | Colombia - Uruguay | 3 - 0    | 25:13 | 25:10 | 25:22 |       |     | 75 - 45      | -       | -        |

#### Sluttabell
| Pos | Landslag | Poäng | Matcher | Matcher | Matcher   | Set   | Set       | Kvot  | Poäng | Poäng     | Kvot  |
| Pos | Landslag | Poäng | Spelade | Vunna   | Förlorade | Vunna | Förlorade | Kvot  | Vunna | Förlorade | Kvot  |
| --- | -------- | ----- | ------- | ------- | --------- | ----- | --------- | ----- | ----- | --------- | ----- |
| 1   | Peru     | 9     | 2       | 2       | 0         | 6     | 1         | 6.000 | 168   | 126       | 1.333 |
| 2   | Colombia | 6     | 2       | 1       | 1         | 4     | 3         | 1.333 | 162   | 138       | 1.174 |
| 3   | Uruguay  | 3     | 2       | 0       | 2         | 0     | 6         | 0.000 | 84    | 150       | 0.560 |

### Grupp B

#### Resultat
| Datum    | Mellan                | Resultat | Set   | Set   | Set   | Set | Set | Poäng totalt | Speltid | Åskådare |
| Datum    | Mellan                | Resultat | 1     | 2     | 3     | 4   | 5   | Poäng totalt | Speltid | Åskådare |
| -------- | --------------------- | -------- | ----- | ----- | ----- | --- | --- | ------------ | ------- | -------- |
| 28-09-11 | Argentina - Chile     | 3 - 0    | 25:10 | 25:15 | 25:12 |     |     | 75 - 37      | -       | -        |
| 28-09-11 | Brasilien - Paraguay  | 3 - 0    | 25:7  | 25:9  | 25:8  |     |     | 75 - 24      | -       | -        |
| 29-09-11 | Argentina - Paraguay  | 3 - 0    | 25:6  | 25:10 | 25:17 |     |     | 75 - 33      | -       | -        |
| 29-09-11 | Brasilien - Chile     | 3 - 0    | 25:8  | 25:9  | 25:9  |     |     | 75 - 26      | -       | -        |
| 30-09-11 | Chile - Paraguay      | 3 - 0    | 26:24 | 25:20 | 27:25 |     |     | 78 - 69      | -       | -        |
| 30-09-11 | Brasilien - Argentina | 3 - 0    | 25:19 | 25:10 | 25:8  |     |     | 75 - 37      | -       | -        |

#### Sluttabell
| Pos | Landslag  | Poäng | Matcher | Matcher | Matcher   | Set   | Set       | Kvot  | Poäng | Poäng     | Kvot  |
| Pos | Landslag  | Poäng | Spelade | Vunna   | Förlorade | Vunna | Förlorade | Kvot  | Vunna | Förlorade | Kvot  |
| --- | --------- | ----- | ------- | ------- | --------- | ----- | --------- | ----- | ----- | --------- | ----- |
| 1   | Brasilien | 9     | 3       | 3       | 0         | 9     | 0         | MAX   | 225   | 87        | 2.586 |
| 2   | Argentina | 6     | 3       | 2       | 1         | 6     | 3         | 2.000 | 187   | 145       | 1.290 |
| 3   | Chile     | 3     | 3       | 1       | 2         | 3     | 6         | 0.500 | 141   | 219       | 0.644 |
| 4   | Paraguay  | 0     | 3       | 0       | 3         | 0     | 9         | 0.000 | 126   | 225       | 0.560 |

## Slutspelsfasen

### Spel om plats 1-4
|  | Semifinaler | Semifinaler |           |           | Final               | Final               |  |
|  |             |             |           |           |                     |                     |  |
|  | Brasilien   | 3           |           |           |                     |                     |  |
|  | Brasilien   | 3           |           |           |                     |                     |  |
|  | Colombia    | 0           |           |           |                     |                     |  |
|  | Colombia    | 0           |           | Brasilien | 3                   |                     |  |
|  |             |             |           | Brasilien | 3                   |                     |  |
|  |             |             | Argentina | 0         |                     |                     |  |
|  | Peru        | 0           | Argentina | 0         |                     |                     |  |
|  | Peru        | 0           |           |           |                     |                     |  |
|  | Argentina   | 3           |           |           | Match om tredjepris | Match om tredjepris |  |
|  | Argentina   | 3           |           |           |                     |                     |  |
|  |             |             |           |           |                     |                     |  |
|  |             |             |           |           | Colombia            | 1                   |  |
|  |             |             |           |           | Colombia            | 1                   |  |
|  |             |             |           |           | Peru                | 3                   |  |

#### Resultat
| Datum    | Mellan                | Resultat | Set   | Set   | Set   | Set   | Set | Poäng totalt | Speltid | Åskådare |
| Datum    | Mellan                | Resultat | 1     | 2     | 3     | 4     | 5   | Poäng totalt | Speltid | Åskådare |
| -------- | --------------------- | -------- | ----- | ----- | ----- | ----- | --- | ------------ | ------- | -------- |
| 01-10-11 | Brasilien - Colombia  | 3 - 0    | 25:18 | 25:7  | 25:20 |       |     | 75 - 45      | -       | -        |
| 01-10-11 | Peru - Argentina      | 0 - 3    | 15:25 | 23:25 | 24:26 |       |     | 62 - 76      | -       | -        |
| 02-11-11 | Colombia - Peru       | 1 - 3    | 23:25 | 22:25 | 25:23 | 22:25 |     | 92 - 98      | -       | -        |
| 02-11-11 | Brasilien - Argentina | 3 - 0    | 25:10 | 25:7  | 25:17 |       |     | 75 - 34      | -       | -        |

### Spel om plats 5-7
|  | Semifinaler | Semifinaler |       |         | Final | Final |  |
|  |             |             |       |         |       |       |  |
|  | Uruguay     | 3           |       |         |       |       |  |
|  | Uruguay     | 3           |       |         |       |       |  |
|  | Paraguay    | 0           |       |         |       |       |  |
|  | Paraguay    | 0           |       | Uruguay | 3     |       |  |
|  |             |             |       | Uruguay | 3     |       |  |
|  |             |             | Chile | 1       |       |       |  |
|  | -           | -           | Chile | 1       |       |       |  |
|  | -           | -           |       |         |       |       |  |
|  | -           | -           |       |         |       |       |  |

#### Resultat
| Datum    | Mellan             | Resultat | Set   | Set   | Set   | Set   | Set | Poäng totalt | Speltid | Åskådare |
| Datum    | Mellan             | Resultat | 1     | 2     | 3     | 4     | 5   | Poäng totalt | Speltid | Åskådare |
| -------- | ------------------ | -------- | ----- | ----- | ----- | ----- | --- | ------------ | ------- | -------- |
| 01-10-11 | Uruguay - Paraguay | 3 - 0    | 25:6  | 25:14 | 25:13 |       |     | 75 - 33      | -       | -        |
| 02-11-11 | Uruguay - Chile    | 3 - 1    | 25:16 | 24:26 | 25:18 | 25:19 |     | 99 - 79      | -       | -        |

## Slutplaceringar
| Pos. | Lag       | Kvalificerat för    |
| ---- | --------- | ------------------- |
|      | Brasilien | FIVB World Cup 2011 |
|      | Argentina |                     |
|      | Peru      |                     |
| 4    | Colombia  |                     |
| 5    | Uruguay   |                     |
| 6    | Chile     |                     |
| 7    | Paraguay  |                     |

## Individuella utmärkelser
| Utmärkelse              | Namn                  | Lag       |
| ----------------------- | --------------------- | --------- |
| Mest värdefulla spelare | Sheilla de Castro     | Brasilien |
| Bästa poängvinnare      | Madelaynne Montaño    | Colombia  |
| Bästa anfallare         | Marianne Steinbrecher | Brasilien |
| Bästa blockare          | Fabiana Claudino      | Brasilien |
| Bästa servare           | Lorena Zuleta         | Colombia  |
| Bästa passare           | Elena Keldibekova     | Peru      |
| Bästa mottagare         | Vanessa Palacios      | Peru      |
| Bästa försvarare        | Lucía Gaido           | Argentina |
| Bästa libero            | Fabiana de Oliveira   | Brasilien |